# 정원여자중학교
정원여자중학교(貞媛女子中學校)는 대한민국 서울특별시 서대문구 홍은동에 있는 사립 중학교이다.

## 학교 연혁
- 1968년 1월 13일 : 학교법인 동고학원 신봉원 이사장 취임
- 1969년 1월 15일 : 정원여자중학교 설립인가(각 8학급)
- 1969년 2월 1일 : 신현철 교장 취임
- 1969년 3월 2일 : 개교 및 입학식
- 1996년 8월 31일 : 4층 증축(소강당 외 특별실)
- 2001년 2월 28일 : 장미혜 이사장 취임
- 2003년 3월 2일 : 급식실 개관
- 2003년 6월 20일 : 정보관 개관
- 2004년 5월 11일 : 제1과학실 증.개축
- 2007년 3월 15일 : 다목적 체육관(대강당) 증축
- 2009년 9월 20일 : 리빙관(급식실 및 특별실) 개관
- 2022년 2월 11일 : 제51회 졸업식(131명, 총 22,382명)
- 2022년 9월 1일 : 김성수 교장 취임

## 참고 자료
- 정원여자중학교 - 한국교육학술정보원 학교알리미